# Solenopsis minuta
Solenopsis minuta är en klockväxtart som först beskrevs av Carl von Linné, och fick sitt nu gällande namn av Karel Presl. Solenopsis minuta ingår i släktet Solenopsis och familjen klockväxter.

## Underarter
Arten delas in i följande underarter:
- S. m. annua
- S. m. minuta